# Gold (canción de Kiiara)
«Gold» es una canción grabada de la cantante estadounidense Kiiara, lanzado como sencillo líder de su primer EP titulado Low Kii Savage el 26 de octubre de 2015. El sencillo fue la primera canción de la cantante el lograr ingresar al top 20 en la Billboard Hot 100, la lista de éxitos más importante internacionalmente.

## Recepción crítica
La canción se describe como una "combinación electrizante" entre el pop electro y el trap de Atlanta. Carl Williott de Idolator declaró "La cantante de Illinois (Kiiara) suena un poco a Ellie Goulding mezclada con Lorde, ella va prudentemente a la par de SZA, su colaborador Feliz Snow fue quién dio a la pista un buen equilibrio de percusión ágil y atmosféricos arreglos. La parte más intrigante, aun así, ese el coro.  De igual manera es desconcertante y adictiva, y esa elección audaz sugiere que sabe exactamente lo que quiere lograr con este proyecto". Tom Breihan de Stereogum reclamó que "[Gold] se siente como una fascinante nueva mutación de la música bedroom-pop", y dijo que "toma señales de un icy R&B y desde su inicio 'roto' y su espaciosa música de baile, tiene un amplio espacio de una canción pop clásica."

## Historial de Listas

### Listas semanales
| Listas (2015–16)                            | Posiciones |
| ------------------------------------------- | ---------- |
| Australia (ARIA)                            | 5          |
| Austria (Ö3 Austria Top 40)                 | 50         |
| Bélgica (Flandes) (Ultratop 50)             | 15         |
| Bélgica (Valonia) (Ultratip Bubbling Under) | 4          |
| Canadá (Canadian Hot 100)                   | 28         |
| Canadá CHR/Top 40 (Billboard)               | 28         |
| República Checa (Singles Digitál Top 100)   | 27         |
| Dinamarca (Tracklisten)                     | 12         |
| Alemania (Media Control AG)                 | 42         |
| Irlanda (IRMA)                              | 32         |
| Italia (FIMI)                               | 53         |
| Lituania (Latvijas Top 40)                  | 32         |
| Líbano (Lebanese Top 20)                    | 13         |
| Países Bajos (Mega Single Top 100)          | 56         |
| Nueva Zelanda (Recorded Music NZ)           | 22         |
| Portugal (AFP)                              | 36         |
| Escocia (Scottish Singles Sales Chart)      | 37         |
| Eslovaquia (Singles Digitál Top 100)        | 25         |
| Suecia (Sverigetopplistan)                  | 29         |
| Suiza (Schweizer Hitparade)                 | 53         |
| Reino Unido (UK Singles Chart)              | 48         |
| Estados Unidos (Billboard Hot 100)          | 13         |
| Estados Unidos (Adult Top 40)               | 33         |
| Estados Unidos (Mainstream Top 40)          | 10         |
| Estados Unidos (Rhythmic Billboard)         | 33         |
| Paraguay (HEi Chart)                        | 9          |

## Certificaciones
| Región | Certificación | Simbolización | Ventas     |
| --- | ------------- | ------------- | ---------- |
| Australia (ARIA) | 2x Platino    | 2▲            | 140,000^   |
| Dinamarca (IFPI Denmark) | Oro           | ●             | 30,000^    |
| Estados Unidos (RIAA]) | Platino       | 2▲            | 2,000,000^ |
| Nueva Zelanda (RMNZ) | Platino       | ▲             | 15,000*    |
| Reino Unido (BPI) | Plata         | ▲             | 200,000~   |
| ^ cifras de envíos sobre la base de la certificación por sí sola * las cifras de ventas sobre la base de la certificación por sí sola ~ cifras no especificadas sobre base de la certificación por sí sola |               |               |            |

## Historial de lanzamiento
| Región           | Fecha                 | Formato          | Sello    | Ref.                       |
| ---------------- | --------------------- | ---------------- | -------- | -------------------------- |
| En todo el mundo | 17 de junio de 2015   | Streaming        | Atlantic | [ 26 ]                     |
| En todo el mundo | 26 de octubre de 2015 | Descarga digital |          | [ 2 ] [ 27 ] [ 28 ] [ 29 ] |
| Italia           | 15 de abril de 2016   | Radio            | Atlantic | [ 30 ]                     |
| EE. UU.          | 10 de mayo de 2016    | Radio            |          | [ 31 ]                     |